# Krakerudsdammen
Krakerudsdammen är en sjö i Hagfors kommun i Värmland och ingår i Göta älvs huvudavrinningsområde. Sjön har en area på 1,25 kvadratkilometer och ligger 115,1 meter över havet. Sjön avvattnas av vattendraget Göta älv (Röa).

## Delavrinningsområde
Krakerudsdammen ingår i det delavrinningsområde (665400-137520) som SMHI kallar för Utloppet av Krakerudsdammen. Medelhöjden är 142 meter över havet och ytan är 9,69 kvadratkilometer. Räknas de 418 avrinningsområdena uppströms in blir den ackumulerade arean 10 511,77 kvadratkilometer. Avrinningsområdets utflöde Göta älv (Röa) mynnar i havet. Avrinningsområdet består mestadels av skog (56 procent) och sankmarker (21 procent). Avrinningsområdet har 1,24 kvadratkilometer vattenytor vilket ger det en sjöprocent på 12,8 procent. Bebyggelsen i området täcker en yta av 0,06 kvadratkilometer eller 1 procent av avrinningsområdet.